# ルナ25号
ルナ25号（ロシア語: Луна-25, 英語: Luna 25）は、ロシアのロスコスモスによって計画された月探査計画である。ルナグローブ着陸船としても知られる。月の南極付近にあるボグスラフスキークレーターに着陸予定であった。
ロシアにとって旧ソ連時代の1976年のルナ24号以来、半世紀ぶりとなる月探査機であった。ルナ計画からの継続性を強調するためにルナグローブ着陸船からルナ25号に名称を変更されたが、ルナグローブ計画の一部である。
打ち上げは2023年8月11日に行われた。月周回軌道に到達するも、着陸前に月面に墜落し失敗に終わった。

## 歴史
現在のルナ25号の初期計画は1990年代後半に始まり、1998年までに2つの宇宙船の設計評価行われた。
このプロジェクトを復活させようとする試みは2000年代を通して続き、JAXAのLUNAR-A月探査機との併合による国際協力の中止やインド宇宙研究機関 (ISRO) との月探査協力に対する外部からの圧力によって中断された。
2010年代における計画の遅れは、2011年のフォボス・グルントの失敗による大幅な修正と遅延から始まった。
その後の着陸船の開発は、ロシアがエクソマーズ2020のプラットフォームを提供していることや、気象衛星Elektro-L No.2とSpektr-RG望遠鏡の開発者であるS・A・ラヴォーチキン記念科学製造合同のリソースが逼迫していることから遅れていった。
2017年、宇宙船の推進システムが組み立られた。
2023年8月11日、ボストチヌイ宇宙基地からソユーズ2.1bロケットとフレガート上段を使用して打ち上げられた。16日には月周回軌道への投入に成功、21日に着陸予定であったが、19日に軌道遷移のためのエンジン噴射を行った後に通信が途絶。エンジン噴射のパラメータの誤りで予定外の軌道に遷移してしまい、月面に衝突して機体は失われたとみられている。
同年8月21日、ロスコスモスのボリソフ社長はロジア国営テレビのインタビューに対し、84秒間の予定だった軌道修正のエンジン噴射について、停止が43秒遅れて127秒間噴射しつづけたことが衝突の原因であることを明かした。またルナ24号以来、約半世紀にわたり月面着陸が実施されなかったことも要因として挙げた。

## ミッション
当初のミッション計画はランダーとオービターで構成され後者には衝撃貫通装置も搭載予定であった。
その後ルナ25号は着陸船のみとなっており、着陸技術の実証を主な任務としていた。
このミッションには、土壌サンプルのためのロボットアームや掘削装置を含む30 kgの科学機器が搭載された。

## 搭載機器
以下の9つの測定機器から構成される33 kgのペイロードが搭載されていた。
- ADRON-LR
  - レゴリス内の中性子及びガンマ線分析
- ARIES-L
  - 大気圏外のプラズマ測定
- LASMA-LR
  - レーザ質量分析
- LIS-TV-RPM
  - 鉱物の赤外分光分析及び撮影
- PmL
  - ダスト及び微小隕石測定
- THERMO-L
  - レゴリスの熱特性の測定
- STS-L
  - パノラマ及びローカル撮影
- Laser retroreflector
  - 月の秤動と測距実験
- BUN
  - 電源及び科学データの支援

スェーデンのLINA-XSANはルナ25号と共に打ち上げ予定であったが、打ち上げ延期のため計画を中止し2019年に嫦娥4号で打ち上げられた。
欧州宇宙機関 (ESA) のPILOT-Dナビゲーション実証カメラはこのミッションで打ち上げ予定であったが、2022年のロシアによるウクライナ侵攻とそれに関するロシアへの制裁によって国際協力の継続が疑問視されたため、既に調達済みの商業サービスプロバイダによって打ち上げが行われた。